# Isabel Clara Eugênia da Espanha
Isabel Clara Eugênia da Áustria (Segóvia, 12 de agosto de 1566 — Bruxelas, 1 de dezembro de 1633) foi Arquiduquesa da Áustria e Infanta de Espanha.
Filha do rei Filipe II de Espanha e de Isabel de Valois (filha do rei Henrique II de França e de Catarina de Médici). Foi governadora dos Países Baixos entre 1598 e 1621. Era a filha mais querida de Filipe II, e lhe foi permitido ajudar em seu pai em seu trabalho, revendo documentos e ajudando-o a traduzir do italiano. 
Em 1599, casou-se com Alberto VII, arquiduque de Áustria, filho do imperador Maximiliano II da Germânia. Filha primogênita da rainha Isabel de Valois, foi batizada Isabel (pela mãe) Clara (pelo dia do nascimento) Eugênia (por devoção a Santo Eugênio, arcebispo de Toledo, cujas relíquias Filipe II fez trasladar de St. Denis, na França, para Toledo, em 1565). 
Era pretendente à coroa francesa pela mãe. Teve importante papel na execução das ideias políticas do pai, Filipe II e foi companheira de seus anos finais desde que, em 1585, partiu para Turim com a irmã. Por isso casou tarde.

## Nos Países Baixos do Sul
Desde a morte de Maria, Duquesa da Borgonha, os principados belgas haviam passado ao domínio da dinastia dos Habsburgo. Durante o reinado do imperador Carlos V (1515-1555), a Bélgica se distinguia por sua elevada urbanização.
Antuérpia era o centro comercial e financeiro da Europa ocidental. A primeira metade do século XVI marca um período de grande prosperidade. Artes e ciências florescem. Um forte crescimento demográfico acentua entretanto o problema da pobreza. Sob Filipe III (1555-1598), rei da Espanha e dos Países Baixos, a agitação social crescerá. O protestantismo se propagara nos Países-Baixos. Filipe II, soberano católico, determinou-se a combater a Reforma por todos os meios. Seu despotismo político e religioso enfrentou a oposição da nobreza e da burguesia. As tensões se transformaram em um movimento de insurreição geral contra ele. Os protestantes radicais se decidem a expulsar os espanhóis das províncias do norte, atuais Países Baixos. As províncias do sul, hoje Bélgica, são reconquistadas pelos espanhóis. A tomada de Antuérpia pelo exército espanhol em 1585 marca um momento de corte definitivo entre os Países Baixos do norte e do sul. No sul, dominado pela Espanha, o catolicismo obrigatório se reinstaura. O principado de Liège permanece independente. O protestantismo conhece nele um sucesso moderado, mas ali também os calvinistas são perseguidos. No decorrer do século XVI o principado consegue satisfatoriamente assegurar sua neutralidade quanto aos territórios vizinhos.
Após 1585, os Países Baixos do sul, exceto Liège, são submetidos à coroa de Espanha. A religião católica ali era obrigatória. Em 1598, pouco antes de morrer, Filipe II dá às províncias do sul um estatuto semi-independente. Os arquiduques Alberto e Isabel governam o país. A Espanha lhes dá grande autonomia em matéria de política interna. Mas em 1621, Alberto, sem descendência, morre e as províncias do sul recaem na soberania direta da Espanha. A partir de então, irão sofrer as consequências do declínio da Espanha, e numerosos territórios são definitivamente perdidos em benefício da França e das Províncias Unidas ao norte.

### Casamento
Neta de Henrique II de França, o pai propôs em 28 de maio de 1593 seu casamento com Henrique de Bourbon (o que abjurou em 25 de julho de 1593 e se tornou Henrique IV) ou com o arquiduque Ernesto da Áustria. Em 2 de agosto de 1598, morreu assassinado Henrique III de França. Então Felipe II iniciou ações políticas, exigindo a coroa para Isabel Clara Eugenia. Os direitos de Isabel ao trono da França, exigido também pelo hugonote Henrique de Bourbon, vieram de ser neta da parte materna de Henrique II de França e sobrinha de Henrique III (irmão de Isabel de Valois), que não teve descendentes diretos. Não obstante, a França era regida pela lei sálica, e Isabel de Valois tinha renunciado a seus direitos ao trono na ocasião de sua união com Filipe II. As ações de Filipe II fizeram com que se unissem católicos e huguenotes franceses ao encontro de soberano estrangeiro, facilitando a ascensão ao trono de Henrique IV e o fim das Guerras de Religião na França.  

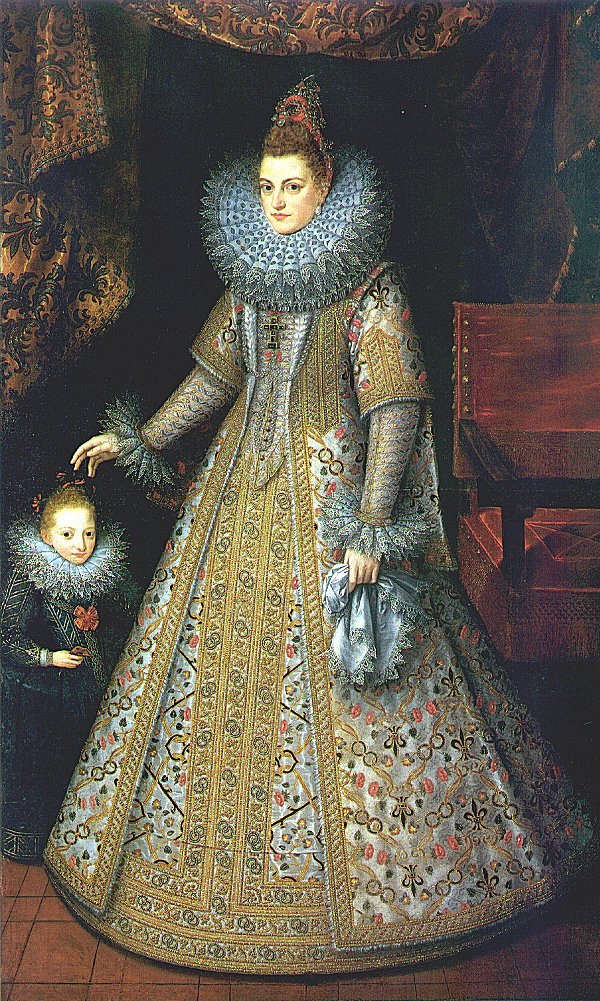
Arquiduquesa Isabel e seu anão
Por Frans Pourbus, o Jovem, c.1600, na Royal Collection

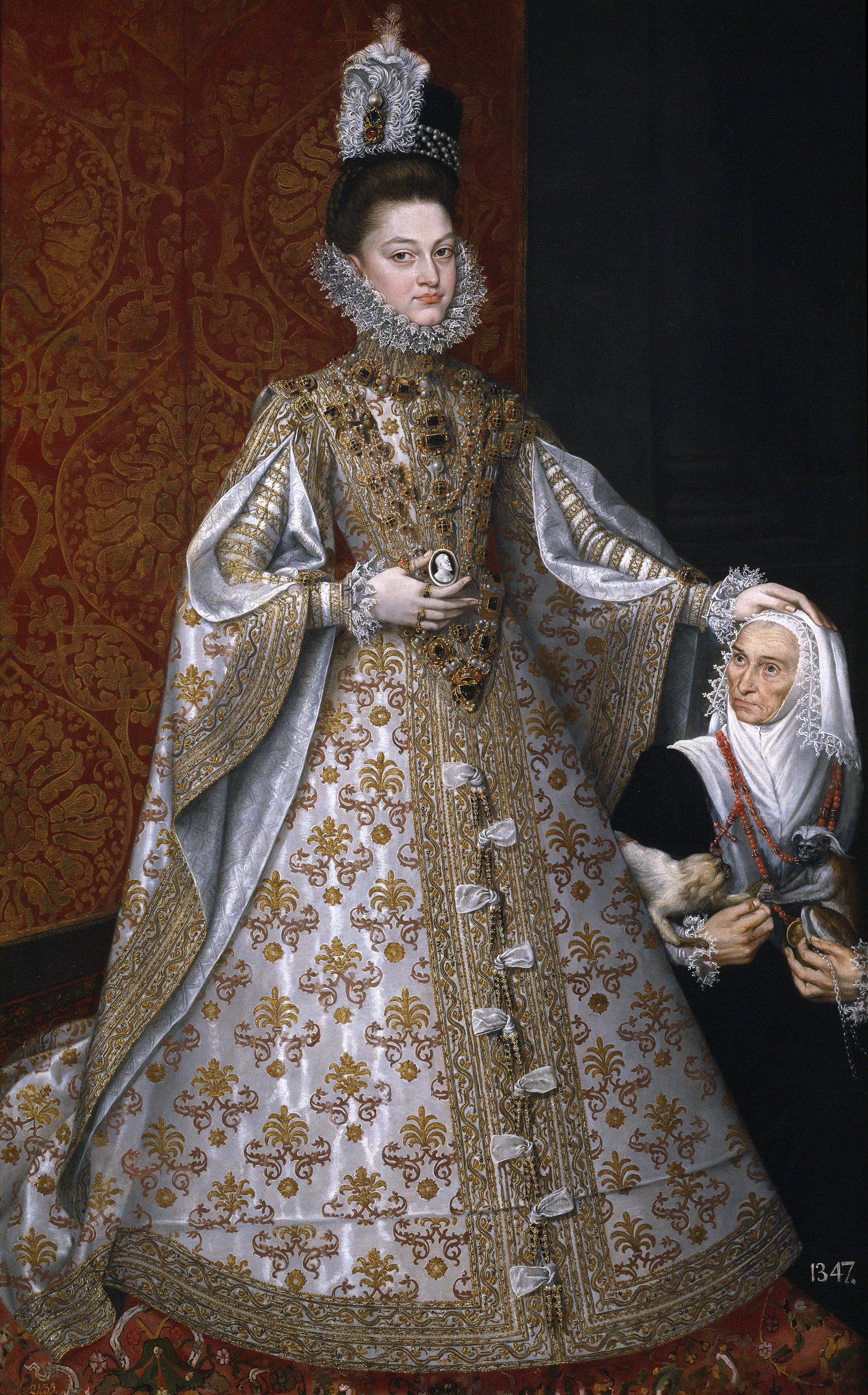
Infanta Isabel Clara Eugenia
Por Alonso Sánchez Coello, 1585-1588, no Museu do Prado

Pensou Filipe II em formar um Estado independente que ela levaria em dote a um arquiduque austríaco Habsburgo, talvez acalentar o sentimento de autonomia dos Países Baixos meridionais. Em 1598, Isabel Clara Eugenia foi nomeada soberana dos Países Baixos. A ata de cessão foi assinada por Filipe II em 6 de maio de 1598, fazendo dela condessa de Flandres até 1621, escolhendo-se por marido o Arquiduque Alberto Ernesto, antigo cardeal, ex-primaz da Espanha, filho do imperador Maximiliano II e de Maria de Habsburgo; era irmão do imperador Rodolfo II. 
Casaram-se por procuração ou poderes em Ferrara, em 13 de dezembro de 1598 ao mesmo tempo do casamento de Filipe, príncipe de Astúrias e futuro Filipe III de Espanha com Margarida da Áustria. Bendito por Clemente VIII, o casamento foi ratificado em Valência em 18 de abril de 1599. 
O arquiduque Alberto Ernesto, seu primo, pois era neto do imperador Carlos V, havia sido governador de Portugal, era governador então em Bruxelas. Isabel Clara Eugênia levou-lhe como dote o Franco Condado, austríaco até 1678. Felipe II tentava resolver o problema gerado pela Insurreição dos Países Baixos que causaram a Guerra dos Oitenta Anos, por meio do estabelecimento de um ramo autónomo dos Habsburgos. Saberia Filipe III que a irmã não podia ter descendentes? 
Em 5 de setembro, os novos soberanos entraram em Bruxelas, com grande regozijo popular. Interveio na política: em 1609 trégua de 12 anos, mas em 1621 a guerra seria recomeçada por decisão do conde-duque de Olivares. Em 1621, morreu seu marido o arquiduque, sem que ela tivesse o ansiado herdeiro. Os Países Baixos mais outra vez passaram à coroa espanhola. Isabel Clara Eugénia manteve a posição de governadora e residiu durante o resto de sua vida ali, alternando sucessos, como o de Breda em 1625, com as falhas e os infortúnios, como aqueles de Bois-le-Duc (1629) e de Maastricht (1632). Anos amargos, em meio de lutas e dificuldades chegou a empenhar as joias para pagar o exército, sem chegar dinheiro da Espanha. Filipe IV de Espanha, seu sobrinho, assessorou-a no governo dos Países Baixos até seu falecimento em 1633.

## Descendência
De seu casamento com Alberto VII da Áustria,  nasceram três filhos que morreram em uma idade muito jovem:
- Filipe (21 de outubro de 1605)
- Alberto (27 de janeiro de 1607)
- Ana Maurícia (1609)